# Feira da Ladra

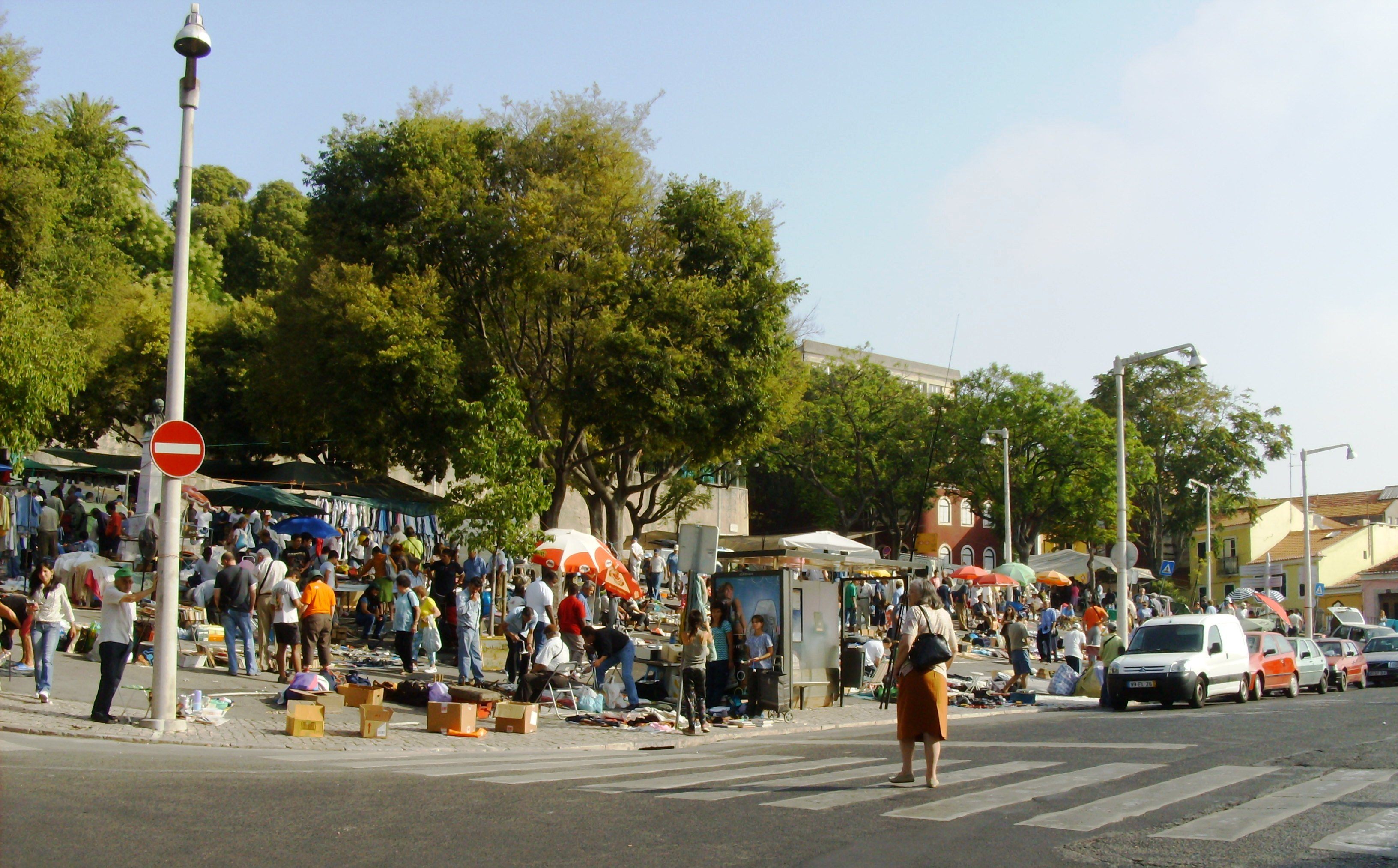
Feira da Ladra, Lisboa: aspecto da parte baixa.

A Feira da Ladra é uma feira popular de objectos usados que ocorre na cidade de Lisboa, em Portugal.
Com raízes que remontam ao século XIII, a Feira da Ladra andou de sítio em sítio, até se fixar no Campo de Santa Clara, freguesia de São Vicente. Dedica-se, sobretudo, ao comércio de velharias, de objetos de segunda-mão e artesanato.
Ocorre semanalmente às terças e sábados, no período da manhã até à tarde.

## História
A Feira da Ladra teve início no Chão da Feira, ao Castelo, provavelmente em 1272, tendo mais tarde passado para o Rossio. É no ano de 1552 que surge uma primeira notícia da realização da Feira no Rossio, na Estatística Manuscrita de Lisboa. Em 1610 aparece a designação Feira da Ladra numa postura oficial.
Depois do terremoto de 1755 instalou-se na Cotovia de Baixo (actual Praça da Alegria), estendendo-se mesmo pela Rua Ocidental do Passeio Público.
Em 1823 foi transferida para o Campo de Santana, onde esteve apenas cinco meses, voltando para a Praça da Alegria.
Em 1835 voltou para o Campo de Santana, onde se conservou até 1882, antes de passar para o Campo de Santa Clara, às terças-feiras, e, desde 1903, também aos sábados.